# Al-Namrood
Al-Namrood (árabe: النمرود) es una banda saudí de black metal. El nombre del grupo es una sátira y significa "Nemrod" un rey babilónico, el grupo eligió el nombre como una forma de desafío contra la religión. Los miembros son anónimos ya que su identificación podría conducir al castigo de las autoridades saudíes.
Las letras del grupo hablan de diversas temáticas como la blasfemia, la sátira, el anarquismo, sus costumbres y tradiciones, entre otras temáticas, aparte considerado un grupo de culto.
Al-Namrood ha lanzado numerosos álbumes y sencillos desde que comenzaron en 2008. También han lanzado tres videoclips y actualmente tienen contrato con Shaytan Productions (Canadá).

## Integrantes

### Formación actual
- Humbaba - vocal
- Mephisto - guitarra, bajo, percusión
- Ostron - teclados, percusión

### Exintegrantes
- Mukadars - vocal (2008 - 2009)
- Darius - batería, percusión (2008 - 2009)
- Mudamer - vocal (2011 - 2012)
- Learza - vocal (2012)

## Discografía

### Álbumes de estudio
- Astfhl Al Thar (2009, استُفحِل الثأر)
- Estorat Taghoot (2010, أُسطورة طاغوت)
- Kitab Al Awthan (2012, كتابُ الأوثان)
- Heen Yadhar Al Ghasq (2014, حينَ يَظهر الغسق)
- Diaji Al Joor (2015, دياجي الجور)
- (2017, إنكار)
- Ten Years of Resistance (Compilation 2018)

### Sencillos y EP
- Atbaa Al-Namrood (2008, أتباع النمرود)
- Jaish Al-Namrood (2013, جيش النمرود)
- Ana Al Tughian (2015, أنا الطُغيان)

### Videoclips
| Año  | Sencillo                 | Director                        |
| ---- | ------------------------ | ------------------------------- |
| 2014 | Bat Al Tha ar Nar Muheja | Kalen Artinian                  |
| 2015 | Hayat Al Khezea          | Una producción de Legacy Studio |
| 2017 | Nabth                    | SilverFrame Productions         |